# Hoplitis wadicola
Hoplitis wadicola är en biart som först beskrevs av Johann Dietrich Alfken 1935.  Hoplitis wadicola ingår i släktet gnagbin, och familjen buksamlarbin. Inga underarter finns listade i Catalogue of Life.